# Astrid Frohloff

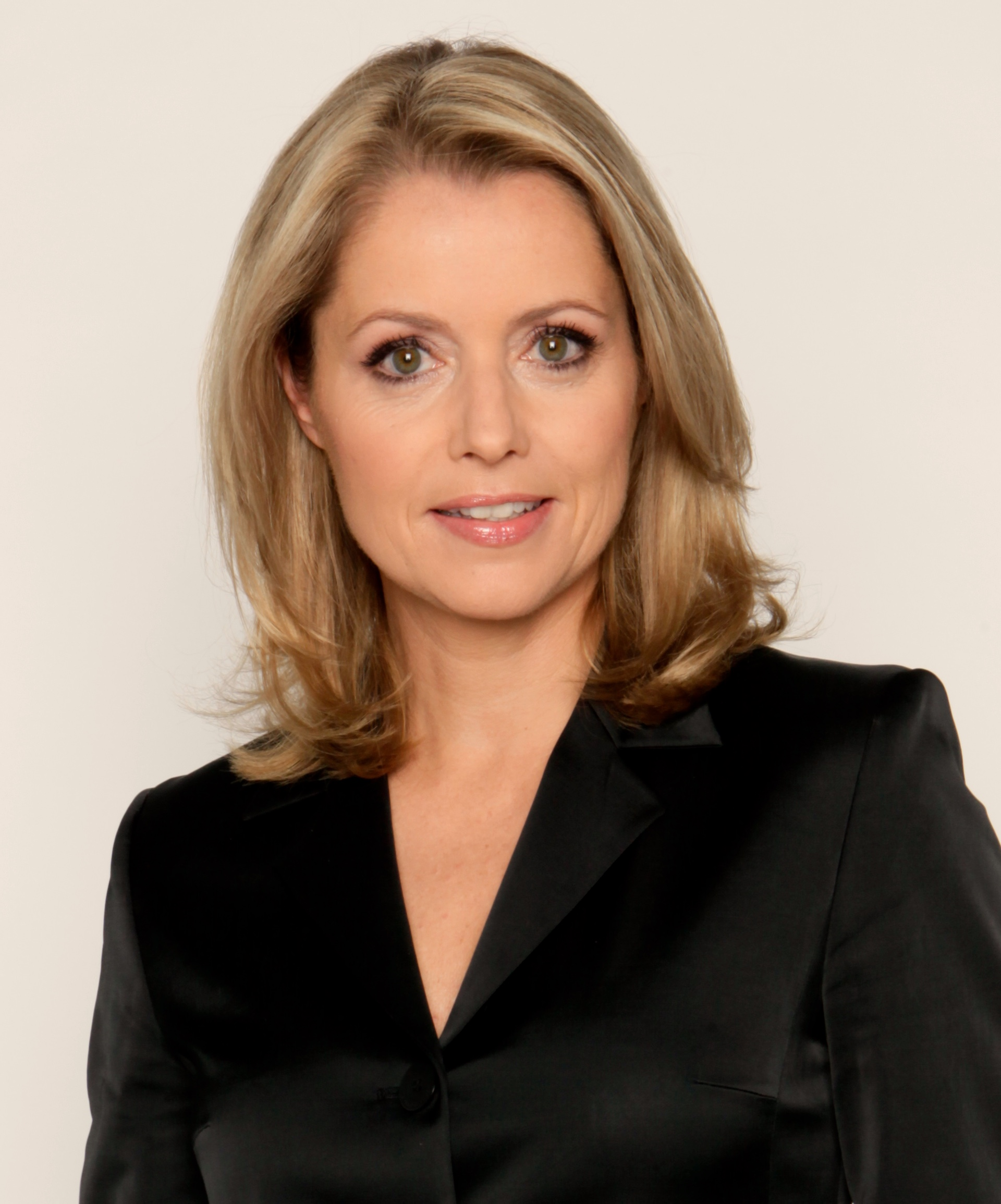
Astrid Frohloff (2012)

Astrid Frohloff (* 21. August 1962 in Wittingen) ist eine deutsche Journalistin und Fernsehmoderatorin, Medientrainerin, Kommunikationsberaterin und Konferenzmoderatorin. Sie moderierte im deutschen Fernsehen zahlreiche Interview- und Nachrichtensendungen wie Kontraste im Ersten und Im Palais – Zu Gast bei Astrid Frohloff, Rundfunk Berlin-Brandenburg

## Herkunft und Ausbildung
Astrid Frohloff wuchs in Niedersachsen auf und legte ihr Abitur 1981 am Gymnasium Hankensbüttel ab. Sie studierte in Hannover und Austin, Texas/USA. Ihren Masterabschluss in Politik- und Literaturwissenschaften sowie Soziologie erhielt sie an der Universität Hannover. Ihren Diplomabschluss in Journalistik und Kommunikationsforschung machte sie am Institut für Journalistik und Kommunikationsforschung der Hochschule für Musik und Theater Hannover sowie an der University of Texas at Austin, USA. Ihre Diplomarbeit von 1990 trägt den Titel „Wessis“ schreiben für „Ossis“: Unterschiede und Gemeinsamkeiten in den redaktionellen Konzepten von SUPERillu und EXTRA MAGAZIN.

## Karriere

### TV-Moderation und journalistische Arbeit
Noch während ihres Studiums begann Frohloff 1990 als Moderatorin und Redakteurin bei RTL Nord in Hamburg zu arbeiten, bevor sie 1992 zum NDR wechselte. Dort moderierte sie das Magazin „DAS! Das Abendstudio“ und produzierte Filmbeiträge und Reportagen.
Von 1994 bis 1999 arbeitete sie als TV-Korrespondentin im Nahen Osten mit Sitz in Israel.
Im Januar 1999 übernahm sie die Chefmoderation der bundesweiten Sendung 18.30 – Sat.1 Nachrichten. Sie moderierte zahlreiche Breaking-News-Sendungen sowie Bundestags- und Landtagswahlen und führte Interviews mit Spitzenpolitikern. Bei den Anschlägen 9/11 kommentierte sie über viele Stunden hinweg das Geschehen in einer Sondersendung, zunächst für SAT.1, später dann in der Zusammenschaltung von SAT.1, Pro7 und N24.
2001 wurde Frohloff in der Sparte „Beste Moderation Information“ für den Deutschen Fernsehpreis nominiert. Im August 2004 gab sie die Sendung mit der Umbenennung in Sat.1 News an Thomas Kausch ab.
Nach einer Babypause moderierte sie von März 2007 bis März 2008 beim Fernsehsender N24 die Sendung N24 Wissen.
Im September 2007 übernahm Frohloff die zweiwöchentliche rbb-Talksendung Im Palais. Zu Gast bei Astrid Frohloff. in der Nachfolge von Michael Naumann, die sie bis 2010 moderierte.
Von 2009 bis 2016 führte die TV-Journalistin außerdem durch das rbb-Politikmagazin Klartext.
2009 wurde sie das Gesicht des bundesweiten ARD-Politikmagazins Kontraste, das sie 9 Jahre lang moderierte. In dieser Zeit führte sie außerdem durch zahlreiche Sondersendungen, u. a. anlässlich des 25. Jahrestags des Mauerfalls und des 50. Jubiläums von Kontraste
Ende 2018 verließ sie das Fernsehmagazin Kontraste, um ihr eigenes Reportageformat im Genre Constructive Journalism aufzubauen. In der Reihe „besser geht immer“ reiste sie durch Europa und zeigte erfolgreiche Best Practices zur Lösung politischer Probleme. Die erste Sendung wurde am 13. Mai 2019 im rbb ausgestrahlt. Zwei weitere Filme folgten im Dezember 2019 und Juni 2020.

### Auslandskorrespondenz
1994 bis 1999 lebte Frohloff als Fernsehkorrespondentin in Jerusalem, wo sie für SAT.1 ein Fernsehstudio aufbaute und leitete. Sie berichtete über Konflikte und Terroranschläge aus Israel, den besetzten palästinensischen Gebieten und dem gesamten Nahen Osten. In diese Zeit fiel auch die Ermordung Itzhak Rabins. Für Spiegel TV, den NDR und SAT.1 drehte sie TV-Reportagen im Libanon, in Jordanien und Ägypten. Unter anderem bereiste sie zu Zeiten Saddam Husseins den Irak, berichtete aus dem Südlibanon und über die Terroranschläge im ägyptischen Luxor.

### Selbstständige Kommunikationsberatung
Seit 2018 arbeitet Astrid Frohloff als selbstständige Kommunikationsberaterin, Konferenzmoderatorin und Medientrainerin. Sie zählt zu Deutschlands „Top 100 Excellent Trainers“. Gemeinsam mit dem TV-Journalisten Udo van Kampen berät sie Führungskräfte bei kommunikativen Aufgaben.

### Gesellschaftspolitisches Engagement
Ehrenamtlich engagierte sich Frohloff viele Jahre für die Pressefreiheit. Von Dezember 2003 bis September 2015 war sie geschäftsführendes Vorstandsmitglied der Organisation Reporter ohne Grenzen. Nach eigenem Bekunden war sie dem Verein beigetreten, nachdem sie im Nahen Osten erlebt hatte, wie Journalisten in autoritären Staaten bei ihrer Arbeit behindert werden – zwei Kollegen waren während ihrer Einsätze als Berichterstatter im Irak-Krieg sogar getötet worden. 2009 wurde Reporter ohne Grenzen von Bundespräsident Horst Köhler mit dem Roland Berger Award ausgezeichnet.
Astrid Frohloff ist Mitglied der Jury des Marion-Dönhoff-Preises, Beiratsmitglied des M100 Sanssouci Colloquium und ehemaliges Beiratsmitglied des Digital Journalism Fellowship der Hamburg Media School. Sie engagiert sich im Verein Gesicht Zeigen! und beim Literaturfestival LIT:potsdam und ist Mitglied der Wissenschaftlichen Gesellschaft für marktorientierte Unternehmensführung.
Astrid Frohloff ist mit Jürgen Hogrefe verheiratet, hat zwei Kinder und lebt in Berlin.